# Карапетян, Арташес Сергеевич
Арташес Сергеевич Карапетян (5 декабря 1913, Андижан, Ферганская область — 1994, Москва) — советский борец вольного и классического стиля, Заслуженный мастер спорта СССР (1943), Заслуженный тренер СССР (1957, лишён звания в марте 1959 года).

## Биография
Судья всесоюзной категории (1947, лишён звания в марте 1959 года), почётный судья всесоюзной категории (1957).
Занимался борьбой с 1928 года.
Участник Великой Отечественной войны.
Автор книги «Записки борца-тренера» (М.: «Физкультура и спорт», 1960).
Похоронен на Ваганьковском кладбище в Москве.

## Спортивные результаты
- Чемпионат СССР по классической борьбе 1938 года — ;
- Чемпионат СССР по классической борьбе 1941 года — ;
- Чемпионат СССР по классической борьбе 1944 года — ;
- Чемпионат СССР по классической борьбе 1945 года — ;
- Чемпионат СССР по классической борьбе 1947 года — ;
- Чемпионат СССР по классической борьбе 1948 года — ;
- Чемпионат СССР по вольной борьбе 1945 года — ;
- Чемпионат СССР по вольной борьбе 1947 года — ;
- Чемпионат СССР по вольной борьбе 1948 года — ;
- Чемпионат СССР по вольной борьбе 1949 года — ;
- Чемпионат СССР по вольной борьбе 1951 года — ;

## Известные воспитанники
- Ибрагимпаша Дадашев;
- Анатолий Прокопчук;
- И. Бабаев;
- Арам Агабекян;
- Фёдор Мартынов;
- Давид Махарадзе

## Награды
- Медаль «За трудовую доблесть» (27.04.1957) — «за успехи, достигнутые в деле развития массового физкультурного движения в стране, повышения мастерства советских спортсменов, и успешное выступление на международных соревнованиях»